# 安部駿亮
安部 駿亮（あべ しゅんすけ、2002年4月30日 - ）は、ジャパンラグビーリーグワンのレッドハリケーンズ大阪に所属しているラグビーユニオン選手。

## 略歴
大分県立大分舞鶴高等学校では、高2の時に全国高等学校選抜ラグビーフットボール大会（春の熊谷）に右プロップで出場。
青山学院大学では、1年時の5月、関東大学春季大会から控えで出場。以後、出場時はほぼ先発で右プロップを担当した。4年時には大学選手権に進出。
2025年2月3日、ジャパンラグビーリーグワンのレッドハリケーンズ大阪へ、アーリーエントリーでの加入を発表した。同年3月、青山学院大学卒業。